# Viettel Football Club
O Viettel Football Club é um clube de futebol com sede em Hanói no Vietnã. A equipe disputa o Campeonato Vietnamita de Futebol.

## Títulos
- Campeonato Vietnamita: 1955, 1956, 1958, 1969, 1971, 1972, 1973, 1974, 1975, 1976, 1977, 1978, 1979, 1981–82, 1982–83, 1987–88, 1990–91, 1998–99 e 2020
- V.League 2 (segunda divisão): 2007 e 2018
- Second League (terceira divisão): 2015
- Third League (quarta divisão): 2008
- Supercopa do Vietnã: 1999